# Ense (Adelsgeschlecht)

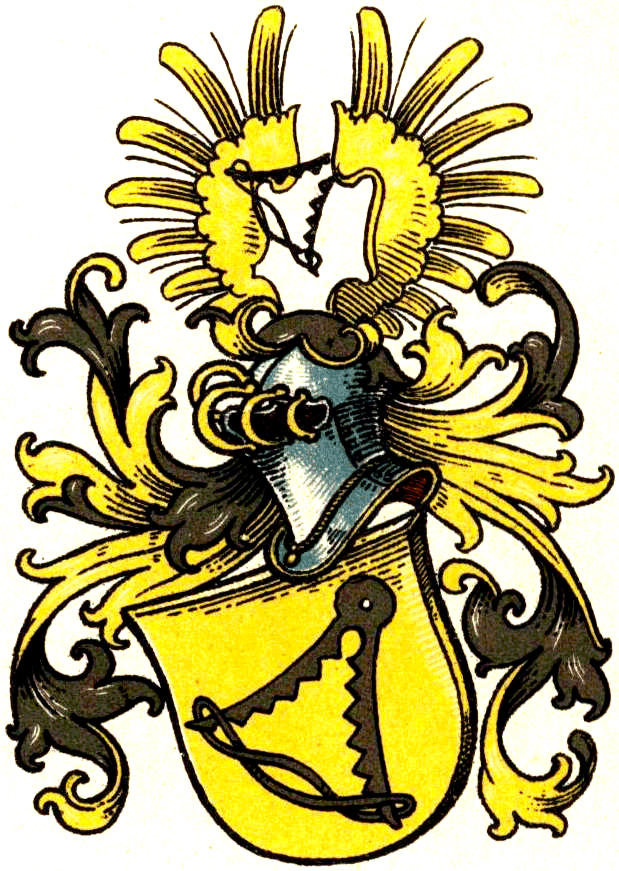
Wappen derer von Ense

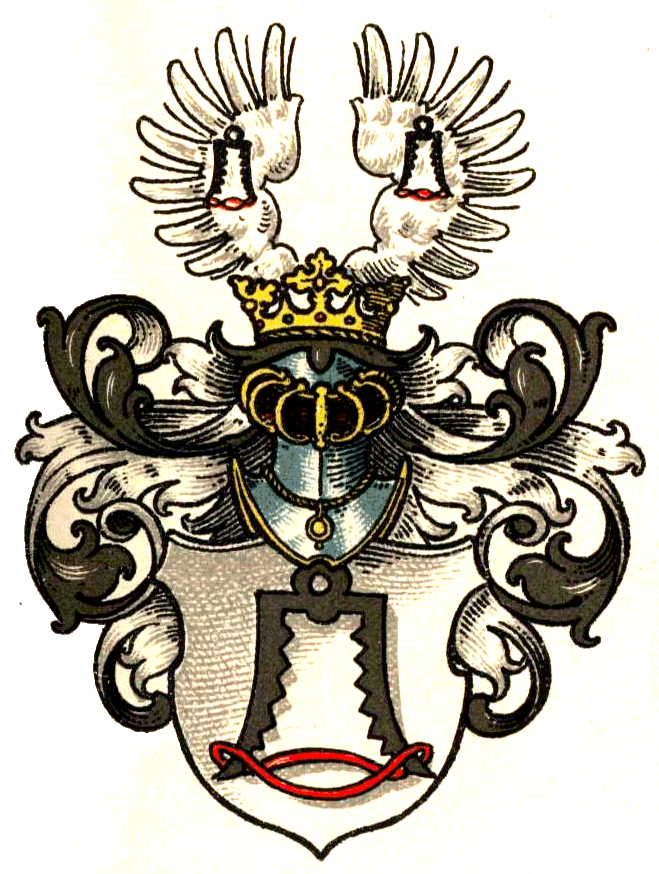
Wappen derer von Ense-Schneidewind

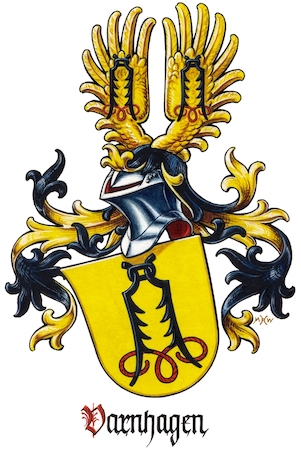
Wappen der Varnhagen von Ense

Die Herren von Ense (später auch genannt Kegeler, Varnhagen und Schneidewind) waren ein niederrheinisch-westfälisches Adelsgeschlecht. Der Hauptstamm starb in der frühen Neuzeit aus. Dagegen bestand die zunächst bürgerliche Linie Varnhagen weiter.

## Geschichte
Urkundlich belegbar ist das Geschlecht seit dem Ende des 12. Jahrhunderts. Die Familie war ursprünglich in Waldeck in der Nähe von Korbach ansässig. Dort gibt es die Orte Ober- und Nieder-Ense. In der Mitte des 13. Jahrhunderts wurden die ersten Mitglieder der Familie als Ritter (miles) bezeichnet. Nach der Mitte des 14. Jahrhunderts war die Familie im Waldeckischen erloschen. Wohl ab Anfang des 13. Jahrhunderts waren die Ense in der Grafschaft Werl und der Grafschaft Arnsberg ansässig. Es gibt keine Belege dafür, dass es sich bei den beiden Zweigen um ein und dieselbe Familie handelt. Dies ist aber wahrscheinlich.
Bezüge bestanden zu den dortigen ebenfalls Niederense/Oberense genannten Orten und dem dortigen Ort Bremen. Ein Konrad von Ense übergab seine Güter bei Niederense 1285 dem Kloster Himmelpforten. Sie waren Lehnsleute der Grafen von Werl-Arnsberg und später der Kölner Erzbischöfe als Herzöge von Westfalen. Nach Ausbreitung der Familie dienten sie auch den Grafen von der Mark, den Bischöfen von Paderborn und anderen Landesherren. 
Das Geschlecht teilte sich in verschiedene Linien. Die eine von Ense, genannt Varnhagen später Varnhagen von Ense genannt, die andere von Ense, genannt Schneidewind. In der älteren Literatur meist nicht berücksichtigt wurde eine dritte Linie. Diese trug keine weiteren Namenszusätze und war insbesondere in Westernkotten begütert. Zeitweise gab es auch eine Linie Ense, genannt Kegeler.

## Linie Ense genannt Kegeler und Varnhagen
Zwei der drei Hauptlinien gehen wahrscheinlich auf Kinder des Ritters Konrad von Ense zurück. Anton von Ense bekleidete in den 1290er Jahren das Amt eines Mundschenken der Grafen von Arnsberg. Er war auch Amtmann auf der Burg Arnsberg. Sein Siegel ist die erste Darstellung des Wappens der Familie von Ense. Dessen Sohn Konrad war der Stammvater der von Ense gt. Kegeler. Zu Beginn des 15. Jahrhunderts begannen Nachkommen der Familie den Namen Varnhagen zu führen. Diese Linie blühte bei Iserlohn bis Anfang des 16. Jahrhunderts. Einer der letzten Angehörigen des Geschlechts war ein Priester namens Konrad von Ense. Dieser hatte Nachkommen und ein Sohn Johann begründete die noch blühende bürgerliche Familie Varnhagen. Diese führt auch das Wappen der Ense gt. Varnhagen weiter.

## Linie Ense genannt Schneidewind
Die Linie Ense genannt Schneidewind lässt sich erst ab etwa 1400 durchgängig nachweisen. Der Name Schneidewind taucht allerdings bereits 1285 auf. Es ist möglich, dass auch die Schneidewinds zu den von Ense gehörten, ist aber nicht sicher belegbar. Der im 15. Jahrhundert blühende Zweig der Ense genannt Schneidewind erlosch Mitte des 16. Jahrhunderts.

## Herren von Ense zu Anröchte und Westernkotten
Die dritte Hauptlinie führte keinen Beinamen. Sie geht auf Heinrich (II.) von Ense zurück. Dieser wird in den 1290er Jahren als Burgmann der Grafen von Arnsberg genannt. Er wird als Ritter bezeichnet. Bemerkenswerterweise waren er und sein Sohn Wichard mit Frauen aus dem höher gestellten Geschlecht der Rüdenberger verheiratet. Der Familienzweig hatte ab dem 14. Jahrhundert seine Hauptbesitzungen bei Erwitte und Anröchte und besaß Salzrechte in Salzkotten. Stammsitz war Westernkotten. Die Linie starb 1681 aus. Ihr Besitz gelangte über die von Schade an die von Papen. Neben den genannten Hauptlinien gab es weitere Nebenlinien und Abspaltungen.
Diese Linie hatten ihren Schwerpunkt zunächst bei Salzkotten. Das dortige Burghaus empfingen sie von den Bischöfen von Paderborn zu Lehen. Das Burglehnen verpachtete die Familie, nachdem sie in Anröchte und Westernkotten ansässig geworden waren. 
- Wichard war Domherr in Paderborn (s. u.) und trat später in den weltlichen Stand über. Sein Sohn war Heinrich von Ense.
- Gerd verheiratet mit Pernette von Plettenbracht. Er erwarb neben verschiedenen Gütern auch das kölnische Lehen der Burg in Anröchte sowie Rechte an der dortigen Kirche. Er erwarb weitere Besitzungen und Rechte. Darunter die Pacht der Burgmühle in Lippstadt auf Lebenszeit, ihm wurde auch das Amt Erwitte verpfändet.
- Heinrich war Amtmann in Brilon, das ihm 1441 verpfändet worden war, auch die Burg und das Amt Anröchte wurden ihm verpfändet.
- Godert war um 1470 zusammen mit einem Dietrich von Erwitte Amtmann in Brilon.
- Adrian war Drost in Anröchte und wurde 1479 mit dem Burglehen in Salzkotten belehnt.
- Adrian war zunächst Domherr in Münster. Später war er Drost von Stromberg. Die Aufforderung, Haus und Amt Anröchte an den Kölner Kurfürsten zurückzugeben, führte zu Problemen und wurde nach einem Prozess vor dem Reichskammergericht durch einen Vergleich 1568 angenommen.

## Besitzungen
Im Gebiet des Herzogtum Westfalen hatten sie zwischen 1394 und 1350 Besitz in Ense. Sie besaßen das Gut Oberbergstraße von 1394 bis 1516. Des Weiteren saßen sie in Westbüderich zwischen 1441 und 1511. Westernkotten besaß die Familie zwischen 1425 und 1700. In Niederberge saß sie von 1475 bis 1530 und in Anröchte hatte sie zwischen 1395 und 1529 Besitz.
Das Gut Balkinghof bei Erwitte besaß die Familie bereits um 1333. Im 15. Jahrhundert zählte zu ihren Besitzungen auch Gerkendael und Schermbeck. Im 16. Jahrhundert hatten sie auch Güter in Bredenol, Ense und Erleburg. Auch in Iserlohn gab es einen Zweig der Familie.

## Angehörige der Familie nach Steinen
Namentlich nennt Steinen u. a.:
- Georg de Ense (Famulus (Knappe)  erwähnt 1253)
- Antonius (1279)
- Hermann (1282)
- Wichard (1287)
- Heinrich (Nobilis dictus Ense, Miles 1308)
- Conrad (1321)
- Henricus (genannt Schneidewind, Famulus 1322)
- Cort (1332)
- Wigand (Famulus, 1334)
- Wichardus (Miles genannt Freseken)
- Jan (genannt dey Kögeler)
- Cort (gen. Kegeler, Miles 1393)
- Goddert (Miles 1398)
- Gert (genannt Schneidewind, Amtmann von Rüthen 1401)
- Wichard (1405)
- Gert ab Ense (1408)
- Cort (1411/15 kaufte ein Gut in Sümmern)
- Gert (Rat des Herzogtums Kleve 1416/19/22)
- Heinrich (Amtmann in Brilon)
- Johann (genannt Varnhagen, Drost in Iserlohn 1424)
- Wichard (genannt Schneidewind, Amtmann in Werl)
- Hermann (1434, empfängt ein klevisches Lehen in Schermbeck)
- Henrich (zu Anröchte 1445 kämpfte in der Soester Fehde)
- Henrich (zunächst Domherr in Paderborn, später wieder im weltlichen Stand 1446)
- Henrich (Drost in Brilon, 1452)
- Wichard (genannt Schneidewind, Miles, 1454)
- Henrich (Wichards Sohn, 1458)
- Cort (genannt Varnhagen, bepfändet das Amt Altena, 1463)
- Gerd (genannt Schneidewind, Ritter, 1464)
- Wichard (Amtmann von Balve)
- Henrich (Ritter, 1468)
- Cort (genannt Varnhagen, 1474)
- Adrian (Stuhlherr am Oberfreistuhl in Arnsberg 1490)
- Adrian (Amtmann 1502)
- Johann (genannt Varnhagen, 1502)
- Gert (1504)
- Henrich (genannt Schneidewind, Marschall der Herzöge von Geldern, 1508)
- Adrian (Drost in Erwitte, 1515)

## Wappen
Das Wappen der erste Linie zeigt in Gold eine schwarze Rossbremse, das der zweiten Linie das gleiche in Silber. Auf dem Helm mit schwarz-goldenen (schwarz-silbernen) Decken ein goldener (silberner) offener Flug, je mit der Rossbremse belegt.